# Федянин, Иван Прокопьевич
Иван Прокопьевич Федянин — советский хозяйственный, государственный и политический деятель.

## Биография
Родился в 1910 году в Токмаке. Член КПСС.
С 1929 года — на хозяйственной, общественной и политической работе. В 1929—1968 гг. — инженерный и советский работник в городе Москва, председатель исполкома Тимирязевского районного Совета депутатов трудящихся, первый секретарь Тимирязевского райкома КПСС города Москвы, директор Всесоюзной выставки достижений народного хозяйства.
Делегат XIX, XX, XXI и XXIII съездов КПСС.
Умер после 1968 года.